# Wintzenheim
Wintzenheim település Franciaországban, Haut-Rhin megyében. Lakosainak száma 8045 fő (2022. január 1.). Wintzenheim Turckheim, Eguisheim, Wettolsheim, Vœgtlinshoffen, Wihr-au-Val, Walbach, Zimmerbach, Ingersheim és Colmar községekkel határos.

## Népesség
A település népessége az elmúlt években az alábbi módon változott:
| Lakosok száma | 7606 | 7535 | 7945 | 7594 | 7642 | 7853 | 7933 | 7989 | 8045 |
|               | 2013 | 2015 | 2016 | 2017 | 2018 | 2019 | 2020 | 2021 | 2022 |